# Calycomyza michiganensis
Calycomyza michiganensis är en tvåvingeart som beskrevs av Steyskal 1972. Calycomyza michiganensis ingår i släktet Calycomyza och familjen minerarflugor.
Artens utbredningsområde är Michigan. Inga underarter finns listade i Catalogue of Life.